# تئوری-بارگیری
تئوری-بارگیری یا تئوری-پروزنی (به آلمانی: Theoriebeladenheit) یا «نظریۀ گرانباری» در فلسفه علم، به مشاهداتی گفته می‌شود که تحت تأثیر پیش‌انگاره‌های نظری مشاهده‌گر باشند. تز تئوری بارگیری به احتمال قوی به اواخر دههٔ ۱۹۵۰ و ابتدای دههٔ ۱۹۶۰ و آثار نُروود راسل هانسون، توماس کوهن و پاول فایرابند برمی‌گردد. گمان می‌رود که این تئوری برای اولین بار پنجاه سال پیش از آن توسط پی‌یر دوهم (حداقل به‌طور ضمنی) مطرح شده‌است.

## گونه‌ها
دو شکل از تئوری-بارگیری باید به‌طور مجزا در نظر گرفته شوند:
الف) شکل معنایی: معنای شرایط و معیارهای مشاهده تا حدودی توسط پیش‌انگاره‌های نظری مشاهده‌گر تعیین می‌شوند.
ب) شکل ادراکی: پیش‌انگاره‌های مشاهده‌گر، در سطح شناختی بسیار ابتدایی، بر ادراک مشاهده‌گر تأثیر می‌گذارند.
ممکن است گونه اول به عنوان تئوری-بارگیری-معنایی و گونه دوم به عنوان تئوری-بارگیری-ادراکی نامیده شود.
در کتابی که تئوری-بارگیری را برای شواهد روانشناسی نشان می‌دهد، ماسیمیلیانو آراگونا سه شکل از تئوری-بارگیری را از هم تفکیک کرد. شکل «ضعیف» که قبلاً توسط کارل پوپر تأیید شده بود (این شکل ضعیف است زیرا پوپر معتقد بود که ایدهٔ پیشرفت‌نظری به درستی و صحت تئوری‌های علمی منجر می‌شود). شکل «قوی» و «فوق قوی» توسط کوهن و فایرآبند، با تصور آنها مبنی بر عدم قیاس‌پذیری مطرح شد.
با این حال، کوهن یک نسبی‌گرای معتدل بود و به این دیدگاه کانتی عقیده داشت که اگرچه واقعیت به‌طور مستقیم قابل شناخت نیست، اما خودش را سرسختانه در برابر تفسیرهای ما آشکار می‌سازد. در مقابل، فایرآبند رابطه بین مشاهدات و نظریه‌ها را کاملاً معکوس کرد و یک شکل «فوق قوی» از تئوری-بارگیری را معرفی کرد که در آن «همه چیز ممکن است».